# اوسلتسه
اوسلتسه (به چکی: Oselce) یک منطقهٔ مسکونی در جمهوری چک است که در Plzeň-South District واقع شده‌است. اوسلتسه ۳۶۷ نفر جمعیت دارد.